# Partido Bloquista de San Juan
El Partido Bloquista (PB) es un partido político provincial argentino fundado en la Provincia de San Juan el 27 de febrero de 1918 por Federico Cantoni y Aldo Cantoni.
Originalmente se denominó Unión Cívica Radical Bloquista y a partir de 1973 tomó el nombre de Partido Bloquista. El partido también es referido como bloquismo y a veces como cantonismo.

## Orígenes
El Partido Bloquista tiene su origen en una facción de la Unión Cívica Radical de la provincia de San Juan liderada por Federico Cantoni. A fines de 1921 se sumaría su hermano Aldo Cantoni, socialista. 
La desunión de las facciones radicales llevaron al triunfo de la Concentración Cívica (conservadores) en las elecciones de diputados nacionales celebradas el 7 de marzo de 1920, con 7.712 sufragios, frente a 4.900 votos de los radicales cantonistas y 4.275 de la UCR que respondía al Comité Nacional.
Para poder triunfar en las elecciones para gobernador de 1920, los dos sectores se unieron y acordaron un candidato de compromiso, el renombrado psiquiatra y neurólogo Amable Jones, alejado hacía años de la provincia, y solidario con el presidente Yrigoyen. El 16 de mayo de 1921 la fórmula radical se impuso por 9.001 votos contra 8.282 de la Concentración Cívica.
Pero el conflicto latente entre las facciones no se solucionaría, y mientras el gobernador Jones atacaba el caudillismo sanjuanino, desde la Legislatura se le inició juicio político al gobernador, encabezados por el senador provincial Federico Cantoni. Precisamente, el 26 de febrero de 1921 los legisladores que sostenían esta postura formaron un bloque legislativo, de donde surge el nombre de bloquista
El conflicto institucional y las tensiones derivaron finalmente en el asesinato del gobernador Jones en La Rinconada el 20 de noviembre de 1921. 
Poco antes, el 4 de octubre de ese año Federico Cantoni había sido atacado por la política, y días después, en un acto de la plaza 25 de mayo de San Juan, afirmó ante el público que lo escuchaba que "Al tirano Jones hay que sacarlo vivo o muerto de la casa de gobierno. Cada hombre debe tener listo un mauser y el que no tenga, un winchester, y al que le falte un winchester, una escopeta, y al que carezca de esto, un revólver, y el que no pueda tener arma de fuego debe buscar un palo, un azadón, un cortaplumas o un zuncho, pero hay que sacarlo, vivo o muerto"

## La UCR Bloquista
Muerto Jones, Federico Cantoni fue detenido, mientras su hermano Aldo organizó la campaña popular que lo llevaría desde la cárcel, donde estuvo catorce meses, a la gobernación. Así, el 14 de enero de 1923 el bloquismo triunfó con 12.042 votos contra 8.119 de los conservadores. En 1931 volvería a ser electo.
Aldo Cantoni fue elegido gobernador en 1925. En las dos primeras oportunidades fueron desplazados por sendas intervenciones federales dispuestas por los presidentes radicales Marcelo T. de Alvear e Hipólito Yrigoyen.
En 1934 Federico Cantoni fue derrocado por un sangriento golpe de Estado organizado por los conservadores.
El bloquismo en San Juan realizó una de las obras de gobierno más progresistas de la historia argentina: el sufragio femenino en 1927 por primera vez en la historia argentina, avanzadas leyes de trabajo, un sistema de impuestos progresivo, desarrollo de la educación técnica, la reforma agraria, intervención del Estado para promover la industria del vino y del olivo, una red caminera con el fin de poblar el territorio, parques populares, planes de vivienda para trabajadores. En esa década el bloquismo apoyó nacionalmente a la Unión Cívica Radical Antipersonalista.

## Disolución en el peronismo
En 1946 la Unión Cívica Radical Bloquista apoyó la candidatura de Juan D. Perón. Cuando el presidente ordenó la disolución de los partidos que habían acompañado su candidatura presidencial, y su fusión en un único partido, la UCR Bloquista se disolvió formalmente en el Partido Peronista, al igual que la Unión Cívica Radical Lencinista de Mendoza. 
El presidente Perón nombró a los bloquistas Federico Cantoni primero, y a Leopoldo Bravo después, como embajadores ante la Unión Soviética.
A diferencia del lencinismo, durante los gobiernos de Perón el bloquismo supo mantener su identidad pese a la disolución formal. Derrocado Juan Domingo Perón, tras el golpe de Estado que dio la Revolución Libertadora, se reconstituyó como fuerza política autónomo e incluso obtuvo el primer lugar en las elecciones de 1957.

## El bloquismo entre 1955 y 1983
En efecto, en las elecciones de convencionales constituyentes de 1957, la UCR Bloquista obtuvo 31.968 votos (21,7%) frente a 28.887 de la UCR del Pueblo (20,3%), 17.707 de la UCRI (12,4%) y 28.237 votos en blanco (19,8%), contando con dos representantes en convención de 1957.
En 1958 la Unión Cívica Radical Intransigente se impuso a la UCR Bloquista, pero en las elecciones de 1962 el bloquismo ganó las elecciones con 54.441 votos, frente a 43.026 de la UCRI y 24.123 sufragios de la Cruzada Renovadora. Leopoldo Bravo fue elegido gobernador, pero no pudo asumir debido al derrocamiento del gobierno constitucional.
En las elecciones de 1963 la UCR Bloquista triunfó nuevamente, gobernando la provincia Leopoldo Bravo hasta el golpe de Estado del 28 de junio de 1966.
A mediados de la década del '60 se produjo un conflicto interno entre los hermanos Aldo Hermes y Apolo Cantoni, hijos del exgobernador Aldo Cantoni, y Leopoldo Bravo. Finalmente, ello concluyó en la división, manteniendo Bravo la exclusividad del término "bloquista" y fundando los hermanos Cantoni el "Frente de Liberación 12 de mayo" (que aludía al inicio del primer gobierno de Federico Cantoni). Esta fuerza integró en 1973 el Frente Justicialista de Liberación.
En 1972 la UCR Bloquista debió denominarse Partido Bloquista, en razón de la nueva ley de partidos políticos.
El predicamento del bloquismo quedó confirmado en las elecciones de marzo de 1973, en que la fuerza provincial resultó primera en las elecciones gubernativas sanjuaninas con 72.497 votos (35,8%) frente a 68.038 (33,6%) del FREJULI, 27.776 (13,7%) de la Cruzada Renovadora y 17.509 (8,6%) de la UCR. No obstante ello, debido a las reformas introducidas por el gobierno militar, el 15 de abril debió celebrarse una segunda vuelta entre las dos listas más votadas, triunfando el FREJULI con 107.378 votos (54%) por sobre 93.556 (46%) del
En el plano nacional, el Partido Bloquista se integró a la Alianza Republicana Federal que llevó como candidato a presidente de la Nación al Brigadier Ezequiel Martínez, en fórmula completada por Leopoldo Bravo. El líder bloquista fue a su vez candidato a senador nacional, siendo elegido en tal representación.
Tras el golpe de Estado del 24 de marzo de 1976, el bloquismo mantuvo buenas relaciones con el gobierno militar al punto que Leopoldo Bravo fue designado embajador argentino ante la Unión Soviética, y gobernador de facto de San Juan en 1982, designado por Leopoldo Galtieri.

## El bloquismo desde 1983
En 1983 el bloquismo ganó la gobernación de la Provincia de San Juan, reteniendo la gobernación en 1987.